# Demareteion
Demaréteion (greco antico Δημαρέτειον) è il nome dato già in antichità ad una moneta di Siracusa da Diodoro Siculo e da Esichio che ne dà una descrizione simile a quella di Diodoro.
Si tratta di una moneta molto rara, coniata già in origine in pochi esemplari.
La sua importanza deriva dall'essere la prima decadramma, cioè una moneta dal valore di dieci dracme, e una delle poche monete citate dai classici.

## La storia
La moneta è attribuita al periodo di Gelone (485-478 a.C.). Il nome viene da Demarete, la moglie di Gelone.
Diodoro Siculo ne parla nella Bibliotheca historica. Secondo Diodoro Siculo le motivazioni della dedica alla moglie sarebbero da ricercare nell'intervento della donna a favore dei prigionieri cartaginesi che sarebbero stati liberati grazie a lei e che per gratitudine avrebbero regalato alla città cento talenti d'oro.
(Diod., XI, 26)
Esichio di Alessandria, un grammatico greco, nel suo glossario, dà alla moneta questo nome con le stesse motivazioni di Diodoro
(Esichio, Glōssai)
Secondo alcuni autori la moneta fu coniata dopo la vittoria sui Cartaginesi nella battaglia di Imera.
Questa datazione non è sicura.

## La moneta
Al dritto è rappresentato un auriga alla guida di una quadriga passante verso destra: tiene il kentron nella mano sinistra e le redini nella destra. Una Nike in volo verso destra tiene una corona. In esergo è raffigurato un leone che corre verso destra.
Al rovescio è raffigurata una testa femminile volta verso destra. I capelli dietro sono raccolti. Reca una corona di foglie d'alloro. Intorno quattro delfini che nuotano in senso orario. L'etnico, cioè il nome degli abitanti al genitivo plurale, è scritto in senso antiorario ed intervallato ai delfini: ΣΥ - RA - KΟΣ - ΙΟΝ (syrakosion). Da notare la rho arcaica e la non differenziazione tra la omicron e la omega.

## Conii e catalogazione
Del demareteion sono noti tre conii d'incudine (dritto) e cinque conii di martello (rovescio).
Questi coni sono associati in sette diverse combinazioni:
| combinazione | dritto | rovescio | esemplari noti | collezioni                                      |
| ------------ | ------ | -------- | -------------- | ----------------------------------------------- |
| C1           | O1     | R1       | 3              | Berlino, Londra, Parigi                         |
| C2           | O1     | R2       | 2              | Londra, coll. privata                           |
| C3           | O2     | R1       | 2              | Boston, New York                                |
| C4           | O1     | R2       | 3              | Londra, Glasgow, San Pietroburgo                |
| C5           | O2     | R2       | 2              | Berlino, Lisbona                                |
| C6           | O2     | R4       | 1              | Acireale                                        |
| C7           | O3     | R5       | 4              | Bruxelles, coll. privata, Vienna, coll. privata |

| Catalogazione | Catalogazione |
| ------------- | ------------- |
| Sear          | 920           |
| Boehringer    | 375           |
| BMC           | 63            |
| Gulbenkian    | 254           |

## Il maestro deldemareteion
Il nome dell'incisore dei conii del demareteion non è noto, tuttavia allo stesso artista, noto come "Maestro del demareteion", sono attribuite altre monete, coniate nello stesso periodo e con alcune caratteristiche simili
- tetradracma di Siracusa che ha la stessa descrizione del demareteion (Boehringer 380, B.M.C. 64)
- tetradracma di Leontini: la quadriga è molto simile al demareteion, all'esergo presenta il leone. La testa è di Apollo ed è circondata da quattro chicchi di orzo (B.M.C. 9)
- tetradracma di Leontini: la quadriga è molto simile al demareteion, all'esergo presenta il leone. La testa è femminile ed ai lati sono raffigurate tre foglie di alloro. Un leone è raffigurato anche sotto la testa femminile (B.M.C. 10)
- tetradracma di Leontini: simile alla precedente. La testa al rovescio è di Apollo. (B.M.C. 10)

## Fonti antiche
- Diodoro Siculo, Bibliotheca historica V, 3; XI 26,3
- Giulio Polluce, Onomasticon IX 85
- Esichio di Alessandria, Lexicon I Α - Δ